# أولاد نجم بهجورة
قرية أولاد نجم بهجورة هي إحدى القرى التابعة لمركز نجع حمادى في محافظة قنا في جمهورية مصر العربية. حسب إحصاءات سنة 2006، بلغ إجمالي السكان في أولاد نجم بهجورة 9784 نسمة، منهم 4965 رجل و4819 امرأة.